# 산청 문수암 석가영산회후불탱
산청 문수암 석가영산회후불탱(山淸 文殊庵 釋迦靈山會後佛幀)은 대한민국 경상남도 산청군 시천면 문수암에 있는 조선시대의 불화이다. 2005년 10월 13일 경상남도의 유형문화재 제439호로 지정되었다.

## 개요
문수암 소장 석가영산회상도는 1901년에 조성된 것으로 본존을 중심으로 보살상, 사천왕, 제자상과 그 외 권속들이 좌우대칭을 이룬 군집구도이다.
도상구성은 화면 중앙의 석가를 중심으로 대좌 전면 좌우에 합장한 아난과 가섭을 배치하고, 본존의 양쪽에 보살상 3위, 사천왕상 2위씩 각각 배치하고, 화면 가장 위쪽에는 두광 좌우측에 분신불과 제자상을 각각 나타내고 있다.
본존은 연화좌 위에 결가부좌한 자세로 오른손은 가슴 위로 들고 왼손은 무릎 위에 두어 중품하생의 수인을 결하고 있다. 본존 앞의 두 보살상은 두부에 비해 신장이 긴 편으로, 향우측의 보살은 연꽃줄기를, 향좌측의 보살은 연잎줄기를 각각 쥐고 있다. 보살상은 본존불과 육신표현이 거의 동일하며, 다만 법의에 문양을 생략하여 본존과는 차이를 두고 있다.
본존의 좌측 전면 보살상의 백색 군의의 의습 표현은 몰골법을 사용하였는데, 그 외 증장천의 머플러, 가섭과 제자상들의 백색 옷깃, 다문천의 보탑 등에서도 동일 기법이 확인된다.

## 지정 사유
화면 하단에 위치한 화기를 통해 大韓光武 5年 辛丑(1901)에 조성된 작품임을 알 수 있으며 규모면이나 도상학적 가치를 감안하여 도 유형문화재로 지정한다.

## 참고 문헌
- 산청 문수암 석가영산회후불탱 - 국가유산청 국가유산포털